# Wspólnota administracyjna Emskirchen
Była Wspólnota administracyjna Emskirchen leżała w Bawarii, w powiecie Neustadt an der Aisch-Bad Windsheim. Siedzibę wspólnoty zlokalizowano w Emskirchen a ostatnim przewodniczącym został Dieter Schmidt.
Wspólnota administracyjna Emskirchen była jedną z pierwszych utworzonych po reformie administracyjnej w 1972. W 2006 sytuacją wspólnoty zainteresował się parlament Bawarii, jego postanowieniami od 1 stycznia 2007 Emskirchen stało się samodzielną gminą, zarazem nadano jej prawa gminy targowej. Pozostali członkowie utworzyli nową wspólnotę - Hagenbüchach-Wilhelmsdorf.
Wspólnota zrzeszała gminy: 
- Emskirchen, 6.128 mieszkańców, 67,27 km²
- Hagenbüchach, 1.231 mieszkańców, 11,50 km²
- Wilhelmsdorf, 1.293 mieszkańców, 7,69 km²